# Pipalsana Chaudhari
Pipalsana Chaudhari là một thị trấn thống kê (census town) của quận Bareilly thuộc bang Uttar Pradesh, Ấn Độ.

## Nhân khẩu
Theo điều tra dân số năm 2001 của Ấn Độ, Pipalsana Chaudhari có dân số 7964 người. Phái nam chiếm 53% tổng số dân và phái nữ chiếm 47%. Pipalsana Chaudhari có tỷ lệ 55% biết đọc biết viết, thấp hơn tỷ lệ trung bình toàn quốc là 59,5%: tỷ lệ cho phái nam là 65%, và tỷ lệ cho phái nữ là 45%. Tại Pipalsana Chaudhari, 19% dân số nhỏ hơn 6 tuổi.